# Golden Gloves
Pour le film d'Edward Dmytryk, voir Le Gant d'or.
Les National Golden Gloves, appelés communément Golden Gloves, sont une compétition de boxe amateur annuelle se déroulant aux États-Unis. Imaginée dès 1923, elle met aux prises depuis 1928 les vainqueurs des tournois régionaux suivants :
| Chicago Golden Gloves         | Cincinnati Golden Gloves    | Cleveland Golden Gloves       | Colorado-New Mexico Golden Gloves | Detroit Golden Gloves      |
| Florida Golden Gloves         | Hawaii Golden Gloves        | Indiana Golden Gloves         | Iowa Golden Gloves                | Kansas City Golden Gloves  |
| Kansas-Oklahoma Golden Gloves | Knoxville Golden Gloves     | Michigan Golden Gloves        | Mid-South Golden Gloves           | Nevada Golden Gloves       |
| New England Golden Gloves     | New Jersey Golden Gloves    | New York Golden Gloves        | Omaha Golden Gloves               | Pennsylvania Golden Gloves |
| Rocky Mountain Golden Gloves  | St. Louis Golden Gloves     | Syracuse Golden Gloves        | Texas Golden Gloves               | Toledo Golden Gloves       |
| Tri-State Golden Gloves       | Upper Midwest Golden Gloves | Washington D.C. Golden Gloves | Wisconsin Golden Gloves           |                            |

Les tournois régionaux et le tournoi national sont organisés par la Golden Gloves Association of America et sont ouverts à tout boxeur amateur âgé de plus de 16 ans. Il existe par ailleurs un tournoi appelé Silver Gloves réservé aux jeunes de 10 à 15 ans ainsi que les Women Golden Gloves pour les boxeuses.
Les Golden Gloves sont avec le championnat des États-Unis de boxe amateur les deux principales compétitions annuelles du pays. On retrouve ainsi au palmarès quelques-uns des plus grands champions de boxe tels que Joe Louis (vainqueur en 1934), Mohamed Ali (1960), Sugar Ray Leonard (1973), Marvin Hagler (1973), Michael Spinks (1974), Thomas Hearns (1977), Johnny Tapia (1984), Mike Tyson (1984), Evander Holyfield (1984), Oscar de la Hoya (1989), Floyd Mayweather Jr (1993, 1994 et 1996) ou encore Jermain Taylor (1998 et 1999).

## Référence
1. ↑  (en) History of the Golden Gloves (hickoksports.com)